# Diócesis de Britania
La diócesis de Britania (dioecesis Britanniae) fue una división administrativa del Imperio romano de Occidente. Llegó a agrupar un total de cinco provincias y a su vez, formó parte de la prefectura del pretorio de las Galias.

## Las diócesis como unidades administrativas
Durante la tetrarquía de Diocleciano se realizó una profunda reorganización de la Administración imperial en la que uno de los aspectos más destacados fue la creación de un buen número de provincias mediante la división de las existentes. Parece ser que el objetivo de esta reforma era el aumento del número de gobernadores y la reducción de su ámbito de actuación para que esta se desarrollase más eficazmente. Para hacer posible el control del gran número de provincias desde la Administración central, estas se agruparon, entonces, en varias «diócesis» que eran supervisadas por un «vicario» (vices agens praefectorum praetorio) en representación del prefecto del pretorio. Para 297 se crearon un total de doce diócesis: seis en occidente, tres en la península balcánica y tres en oriente.

## Historia

### SigloIV
Las provincias de Britania estaban incluidas dentro de la parte del Imperio romano que correspondió a Maximiano en 285 pero, al siguiente año 286, su oficial Carausio se rebeló y consiguió controlarlas por lo que quedaron fuera de la órbita imperial durante diez años hasta que Constancio I las recuperó en 296. Se aplicó, entonces, la misma política territorial que en el resto del imperio y las dos provincias —Britania Inferior y Superior— fueron divididas en cuatro. Este emperador detuvo con éxito unas incursiones pictas en 305 pero falleció, al poco, en Eboracum (York) donde su hijo Constantino I fue proclamado augusto por las tropas. La diócesis formó parte del territorio controlado por este durante las guerras civiles que siguieron a continuación, hasta que quedó como gobernante de todo el imperio en 324.
Tras la muerte de Constantino en 337 la diócesis junto al resto de la prefectura de las Galias correspondió a su hijo Constantino II quién murió en 340 al intentar arrebatar la prefectura de Italia a su hermano Constante que unificó, así, el gobierno del Imperio occidental en su persona. En Britania hizo frente con éxito a una invasión combinada de la isla por varios pueblos bárbaros en 343 y creó el cuerpo de los arcani como espías con la misión de infiltrarse en las tribus vecinas para informar de posibles ataques antes de que se produjeran. Las incursiones marítimas desde el mar del norte continuarían de manera esporádica y obligaron a establecer un sistema de fortalezas defensivas en la costa oriental. En 350 Magnencio usurpó el poder y llevó al imperio a una sangrienta guerra civil contra Constancio II que no afectó a Britania. Constancio II consiguió vencer en 353 y nombró a su primo Juliano emperador occidental quién luchó con éxito contra los francos que obstaculizaban la entrada del Rin para los barcos britanos.
La paz que disfrutó Britania volvió a interrumpirse en 367 cuando sufrió la denominada «barbarica conspiratio» no volviendo la normalidad a la isla hasta 369 en que Teodosio el Viejo consiguió restablecer la autoridad imperial. En 383 los pictos y los escotos volvieron a incursionar el territorio romano pero fueron rechazados con éxito por Magno Clemente Máximo quién aprovechó su victoria para proclamarse emperador y controlar la prefectura de las Galias hasta que Teodosio I acabó con él en 388.

### Separación del imperio en elsigloIV

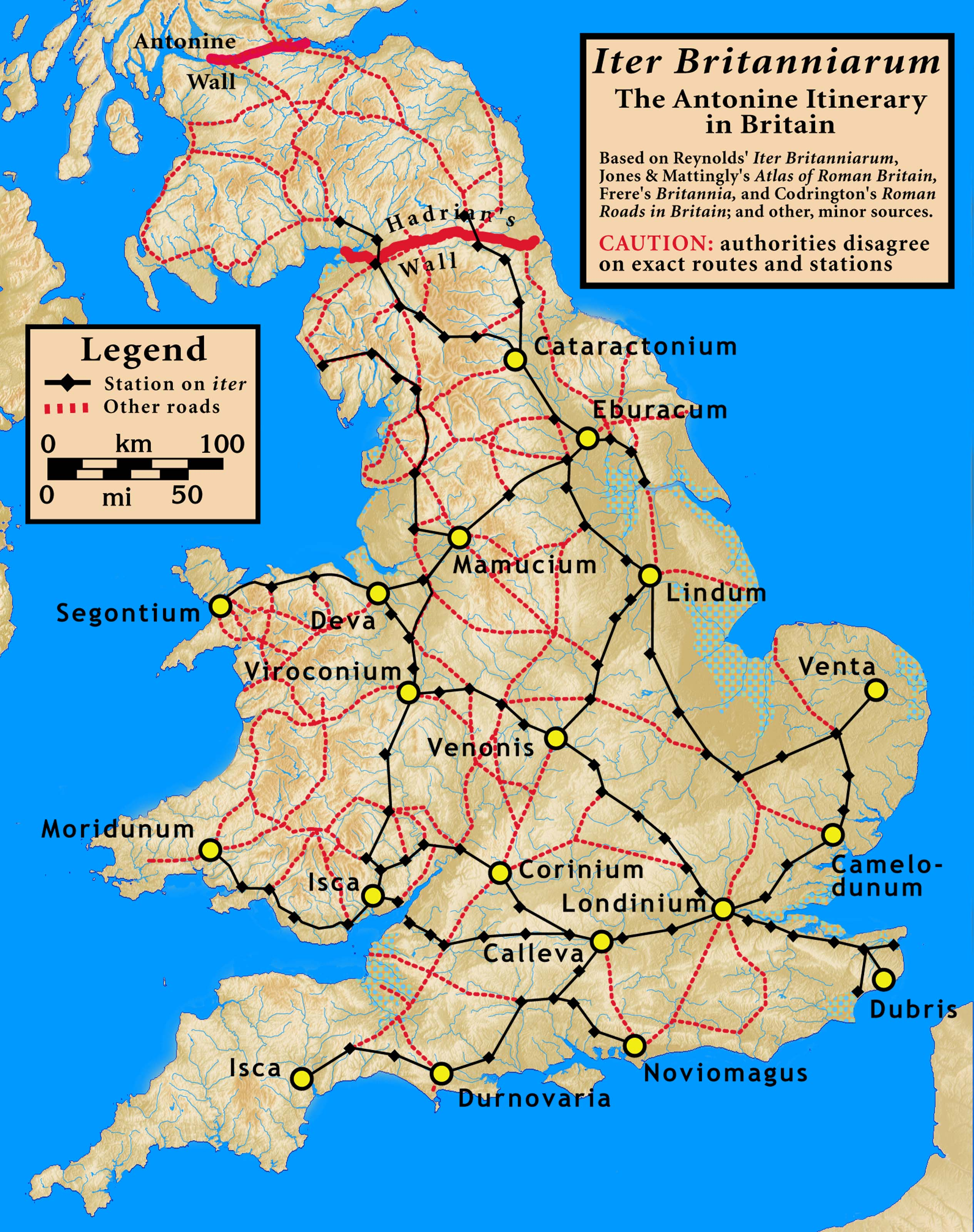
Trazado de las calzadas romanas en Britania según el Itinerario de Antonino.

La separación del imperio comenzó en el año 406 como consecuencia de la migración de pueblos danubianos hacia la frontera del Rin. Estos llegaron en el verano de ese año al río y ante la amenaza que suponían y la falta de reacción del gobierno imperial, las tropas estacionadas en Britania proclamaron a su propio emperador —Constantino de Britania— y pasaron al continente para luchar contra  los invasores. Entre 406 y 418 el Imperio occidental sufrió una tremenda crisis con las invasiones del Rin y de los godos además de la guerra civil entre Constantino y Honorio que hizo imposible recuperar el control de la isla. Cuando se restableció la paz no se intentó, tampoco, hacerlo y la diócesis se dividió en áreas controladas por jefes locales.
Los niveles de vida sufrieron un rápido retroceso en un ambiente de repetidas incursiones realizadas por pictos y escotos. Aecio no pudo atender la petición de ayuda militar en 446 inmerso, como estaba, en rechazar la invasión de Atila y esto llevó que los jefes locales recurriesen a mercenarios anglosajones quienes —durante los siglos V y VI— finalmente se hicieron con el control de la isla excepto la parte occidental. La evolución de Britania tras el periodo romano se considera el caso más extremo dentro de la pérdida de sofisticación y nivel económico que sufrió el territorio del Imperio occidental tras su desaparición ya que, en la isla, las condiciones volvieron a ser, prácticamente, las que habían existido durante la Edad del Bronce.

## Características
La característica más notable era su naturaleza insular y su lejanía de Roma. El muro de Adriano la separaba de la parte norte de la isla donde habitaban los pictos.
Durante el siglo IV fue una importante fuente de suministros para las tropas situadas en la frontera del Rin quienes los recibían vía marítima. En esa centuria experimentó una cierta prosperidad que se manifestó en un crecimiento de las pequeñas ciudades algunas de las cuales alcanzaron el estatus de civitas. Además, se establecieron nuevos asentamientos en la parte militarizada junto a la frontera norte. La construcción de nuevos edificios públicos fue, sin embargo, escasa y se centró en murallas tanto con objetivo de defensa como para elevar el prestigio de la población. El bienestar se empleó, más bien, en la mejora de las viviendas particulares y la construcción de villas en el campo de gran tamaño y ricamente decoradas.
La residencia del vicario se situaba en Londinium desde donde partían las principales calzadas: una que se dirigía hacia la costa del canal de la Mancha, otra que lo hacia al norte hasta el muro de Adriano, otra hacia el noroeste hasta Deva (Chester) y otra hacia el oeste que se bifurcaba para llegar hasta Gales y Cornualles

## Organización administrativa

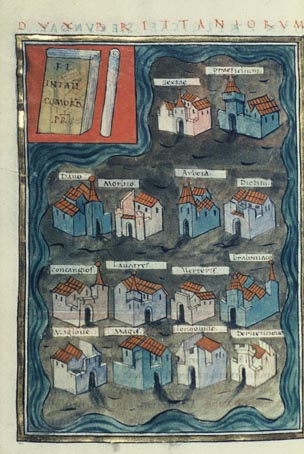
Imagen para representar al dux Britanniarum en un manuscrito medieval de la Notitia dignitatum.

La diócesis agrupó las provincias en las que se organizó la parte de Gran Bretaña bajo control romano y que eran:
Flavia Cesariense creada a partir de Britania Inferior.
Britania Segunda. Creada a partir de Britania Inferior.
Máxima Cesariense creada a partir de Britania Superior.
Britania Primera creada a partir de Britania Superior.
Adicionalmente, parece que existió temporalmente una quinta provincia denominada Valentia.
Estaba gobernada por un vicario que actuaba en nombre del prefecto del pretorio de las Galias. Además del vicario, también existían otros representantes de la Administración central:
- El comes sacrarum largitionum —quien administraba las finanzas del Imperio— tenía a:

Un delegado general (rationalis summarum) o delegado de los impuestos.
Un intendente del tesoro (praepositus thesaurorum) en Augustensium.
- El comes rerum privatarum —quien gestionaba el patrimonio imperial así como personal del emperador— también contaba con un representante: el rationalis rei private o delegado.[11]

## Despliegue militar
Contaba con un cuerpo de comitatenses al mando del comes Britanniarum. Se componía de 3000 soldados repartidos en:
4 unidades de vexillatio comitatenses (500 hombres c.u.)
1 legión comitatenses (1000 hombres)
La defensa en sus partes fronterizas estaba al cargo otro comes y un dux:
El comes litoris Saxonici que defendía las áreas costeras del sureste al mando de 9 unidades estacionadas en fuertes defensivos.
El dux Britanniarum estaba al cargo del mayor grupo de tropas dentro de la isla. Con 23 unidades guardaba el muro de Adriano y con 14 unidades la parte norte de la diócesis.